# Herman von Petersdorff
Herman Gustav Wilhelm Raimund Ernst von Petersdorff (né le 16 janvier 1864 à Stettin et mort le 23 juillet 1929 à Berlin) est un historien, archiviste et auteur allemand.

## Origine
Ses parents sont le capitaine prussien Gustav Karl Friedrich Ferdinand von Petersdorff (né le 16 février 1831 et mort le 13 juin 1866) et sa femme Marie Anna Sophie Johanna von Ohlen und Adlerskron (de) (née le 9 octobre 1843).

## Biographie
De 1871 à 1876, von Petersdorff étudie au lycée municipal de Stettin, puis jusqu'en 1884 au lycée Frédéric-Guillaume de Berlin. En tant qu'étudiant, il devient membre de l'association généalogique-héraldique Greif . Malentendant à la suite d'une maladie en 1868, il ne devient pas officier, contrairement à la tradition familiale, mais étudie l'histoire et les sciences politiques à l'Université Frédéric-Guillaume de Berlin à partir du semestre d'hiver 1884-1885 après avoir obtenu son diplôme d'études supérieures en 1884. Il devient membre du VDSt Berlin (de), dont il dessine les armoiries. Pendant quelques semestres en 1886 et 1887, il étudie à l'Université de Fribourg-en-Brisgau et à l'Université de Heidelberg.Il obtient son doctorat à Berlin le 20 décembre 1888 sur le thème contributions à l'histoire économique, fiscale et militaire de la Marche pendant la guerre de Trente Ans. Il dédie sa thèse à son grand-père, le baron von Ohlen et Adlerskron.
En 1894, il entre aux Archives secrètes de l'État (de) en tant que candidat aux archives et devient la même année assistant de recherche. Après quelques mois, il est transféré aux Archives d'État de Hesse à Marbourg. En 1897, il est promu assistant d'archives aux Archives d'État de Coblence (de). Il y devient archiviste en 1900. En 1901, il se rend aux Archives d'État de Stettin. En 1908, il devient archiviste. En 1918, il retourne aux Archives secrètes de l'État, où il prend sa retraite en 1929 en raison de sa vieillesse.
Il meurt en 1929 et est enterré dans le cimetière de la nouvelle Garrison à Berlin.
En tant qu'ancien, il devient membre des associations d'étudiants allemands de Berlin, Heidelberg, Marburg et Bonn (de). De 1891 à 1892, il fut le rédacteur en chef de la revue de l'association, Akademische Blätter (de), dans laquelle il publie de nombreux articles pendant de nombreuses années. Il travaille comme historien de l'association et archiviste de l'association VDSt (de). Il gère les fonds correspondants aux Archives secrètes d'État, où ils sont en grande partie détruits par le feu et les pillages en 1945.
Von Petersdorff écrit et publie un grand nombre de traités historiques sur l'histoire prussienne et travaille dans la dernière décennie du XIXe siècle dans la biographie allemande générale.
Certaines de ses œuvres sont à nouveau disponibles sous forme de réimpressions auprès de divers éditeurs.

## Honneurs
- 1903 : Chevalier d'honneur de l'Ordre protestant de Saint-Jean
- 1913 : Chevalier de Justice de l'Ordre protestant de Saint-Jean

## Œuvres (sélection)
- Pommersche Studierende auf der Universität Heidelberg. 1887
- Beiträge zur Wirtschafts-, Steuer- und Heeresgeschichte der Mark im dreissigjährigen Kriege. Inaugural-Dissertation, Pierer'sche Hofdruckerei, Stephan Seidel & Co., Altenburg 1888
- Die Vereine Deutscher Studenten. Neun Jahre akademischer Kämpfe. Breitkopf & Härtel, Leipzig 1891
- Elisabeth Staegmann und ihr Kreis. 1893
- General Johann Adolph Freiherr von Thielmann. Ein Charakterbild aus der napoleonischen Zeit. S. Hirzel, Leipzig 1894
- Briefe von Ferdinand Gregorovius an den Staatssekretär Hermann von Thile. Gebrüder Paetel, Berlin 1894
- Wie das Deutsche Reich geworden ist. 1848–1871. Ein Gedenkbuch, dem deutschen Volke dargebracht zur 25jährigen Wiederkehr der Gründung des Reiches. Pauli’s Nachfahren, Berlin 1896
- Der erste Hohenzollernkaiser im Dienste preußischer und deutscher Größe. Zum 100jährigen Geburtstage Wilhelms I. Breitkopf & Härtel; Leipzig 1897
- König Friedrich Wilhelm IV. J. G. Cotta’sche Buchhandlung Nachfolger, Stuttgart 1900
- Kaiserin Augusta. Duncker & Humblot, Berlin 1900
- Königin Luise. Velhagen & Klasing, Bielefeld 1903
- Aus großer Zeit. 1904
- Kleist-Retzow. Ein Lebensbild. J. G. Cotta’sche Buchhandlung Nachfolger, Stuttgart und Berlin 1907
- Otto von Bismarck – Briefwechsel. 1910
- Friedrich der Große – Ein Bild seines Lebens und seiner Zeit. A. Hofmann & Comp., Berlin 1902
- Friedrich von Motz – Eine Biographie. Reimar Hobbing, Berlin 1913
- Deutsche Männer und Frauen – Biographische Skizzen vornehmlich zur Geschichte Preußens im 18. und 19. Jahrhundert. Reimar Hobbing, Berlin 1913
- Der Hof der Königin Luise. Xenien-Verlag, Leipzig 1913
- Bismarck zum 100jährigen Geburtstag. Velhagen & Klasing, Bielefeld 1915
- Bismarcks Briefwechsel mit Kleist-Retzow. Cotta, Stuttgart und Berlin 1919
- Fridericus Rex – Ein Heldenleben. Gebrüder Paetel, Leipzig 1925
- Der Große Kurfürst. Flamberg, Gotha 1926
- Bismarck und die Vereine Deutscher Studenten
- Ein Berliner Kaufmann aus der Zeit Friedrichs des Grossen (Johann Ernst Gotzkowsky)